# St. Corpus Christi (Breslau)

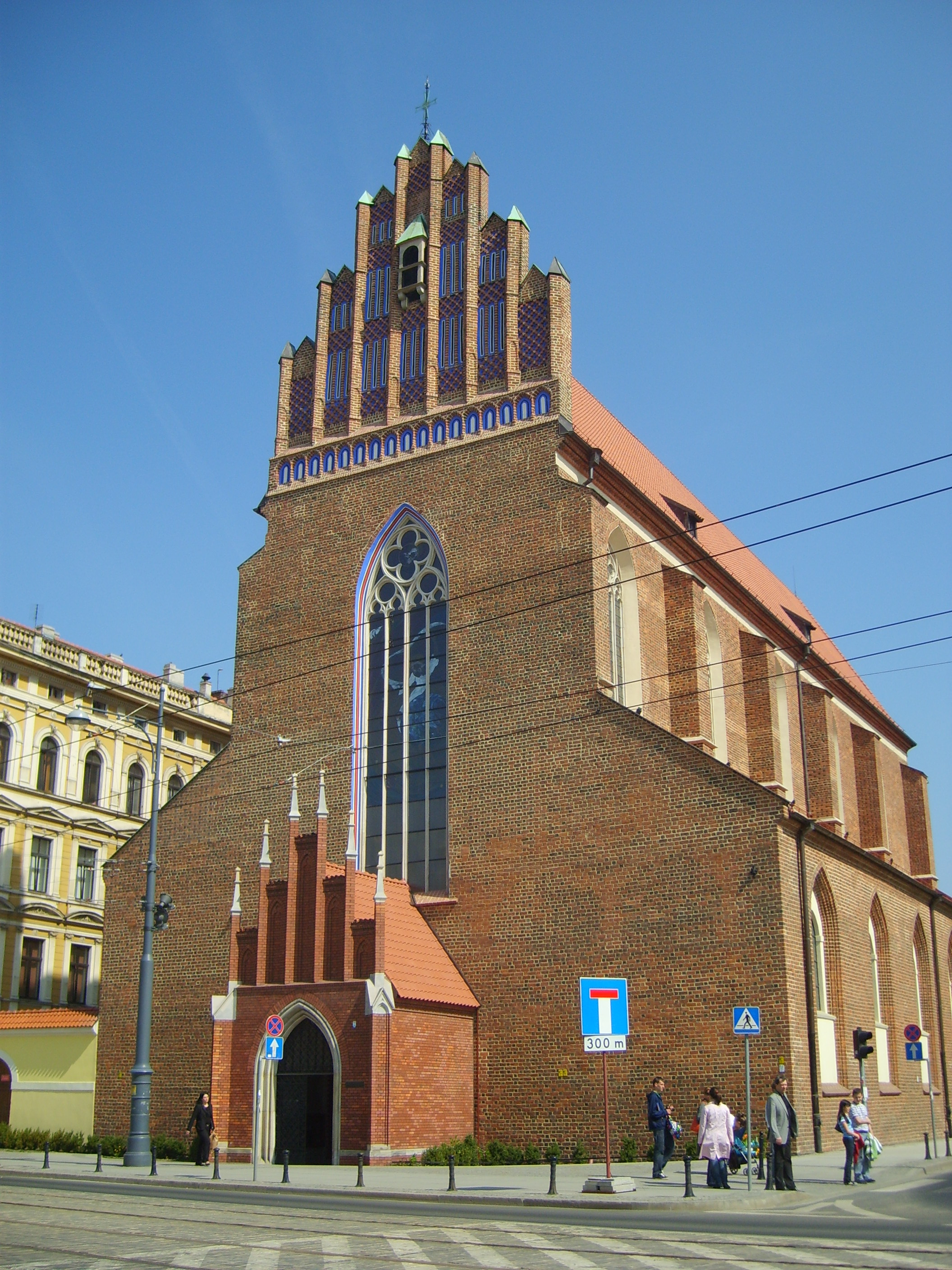
Corpus-Christi-Kirche

Die Kirche St. Corpus Christi (auch Fronleichnamkirche) ist ein römisch-katholisches Gotteshaus an der Ulica Świdnicka in Breslau.

## Geschichte

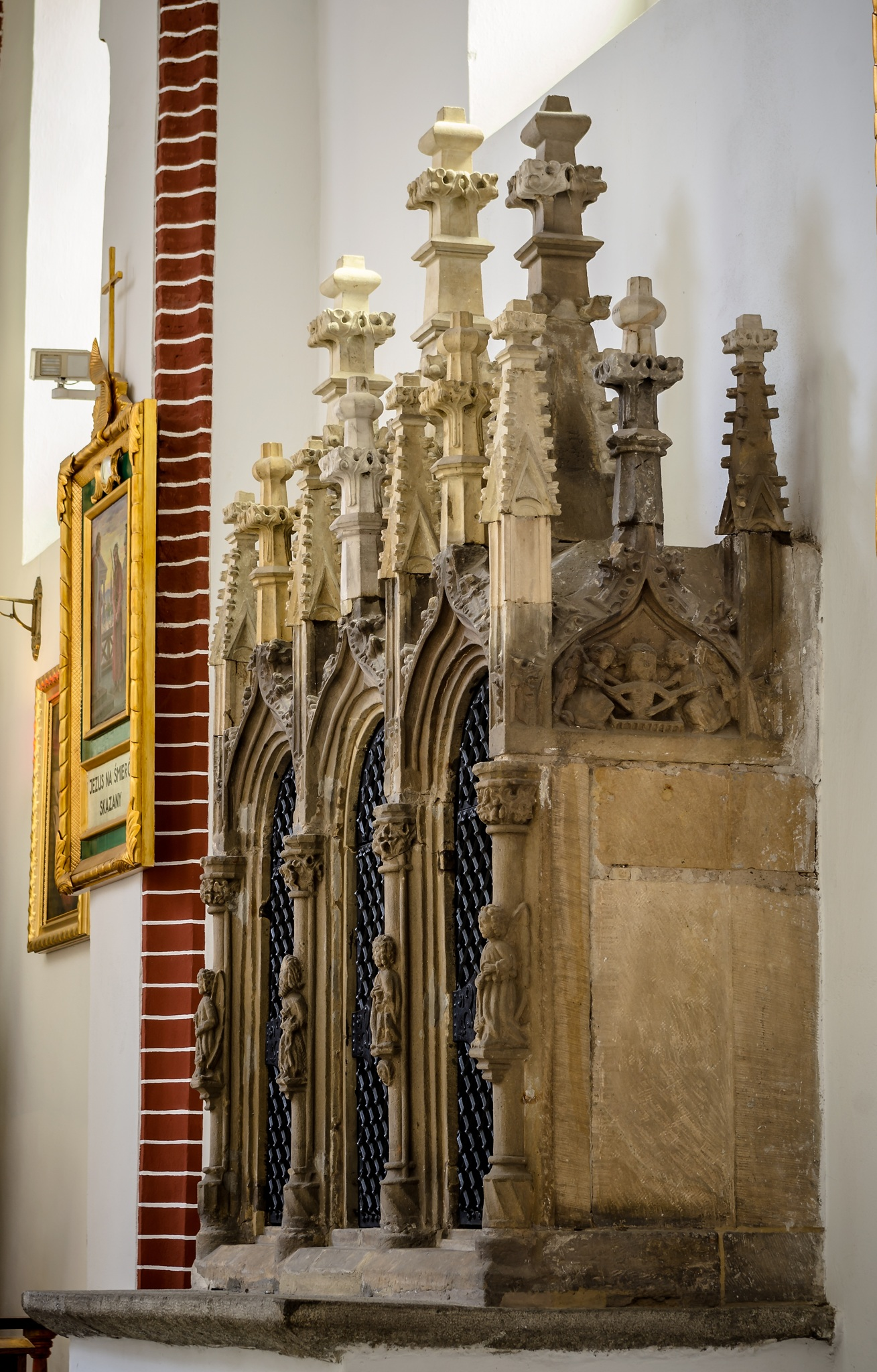
Das erhaltene gotische Sakramenthäuschen aus dem 15. Jahrhundert

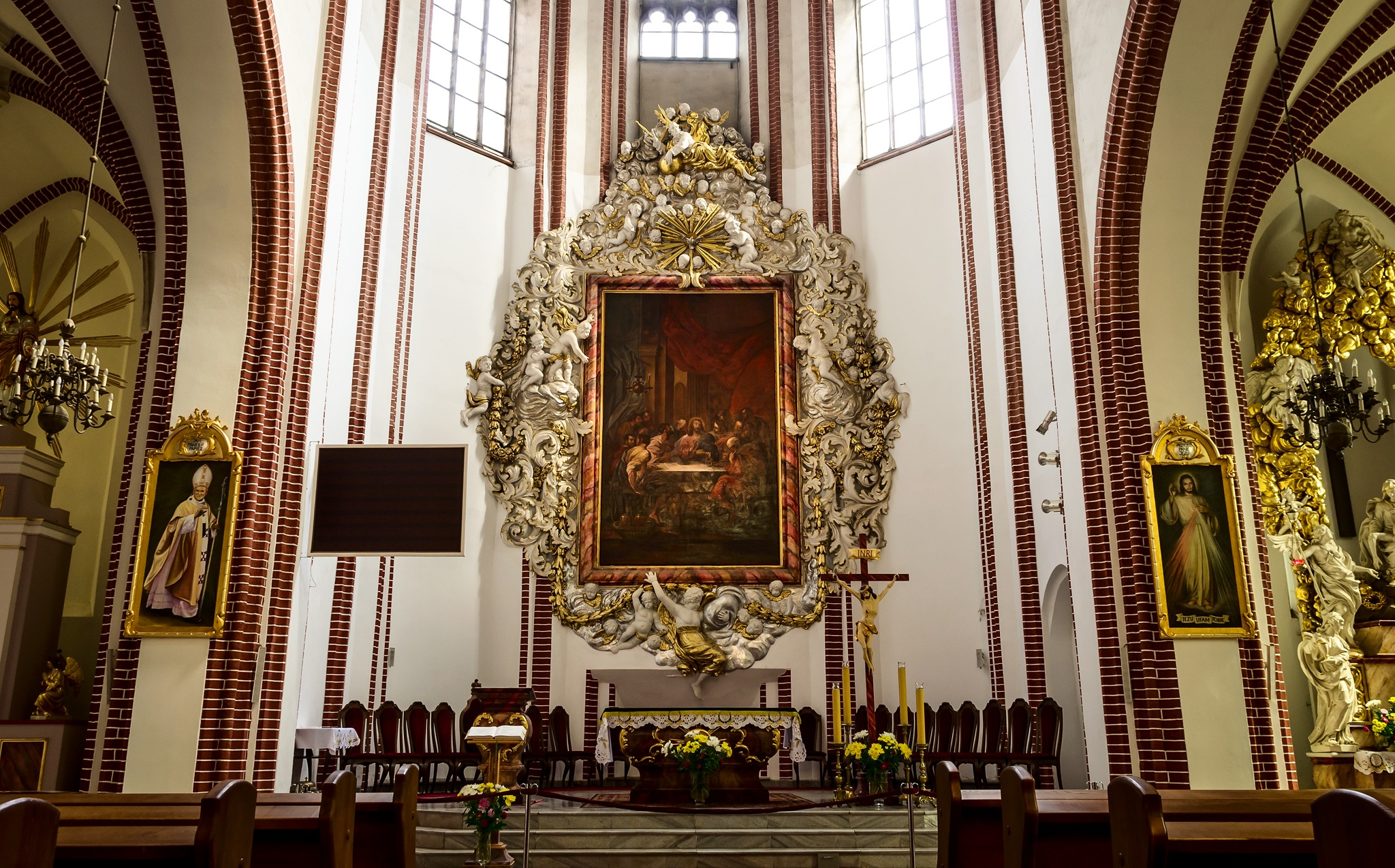
Blick auf den Altarraum

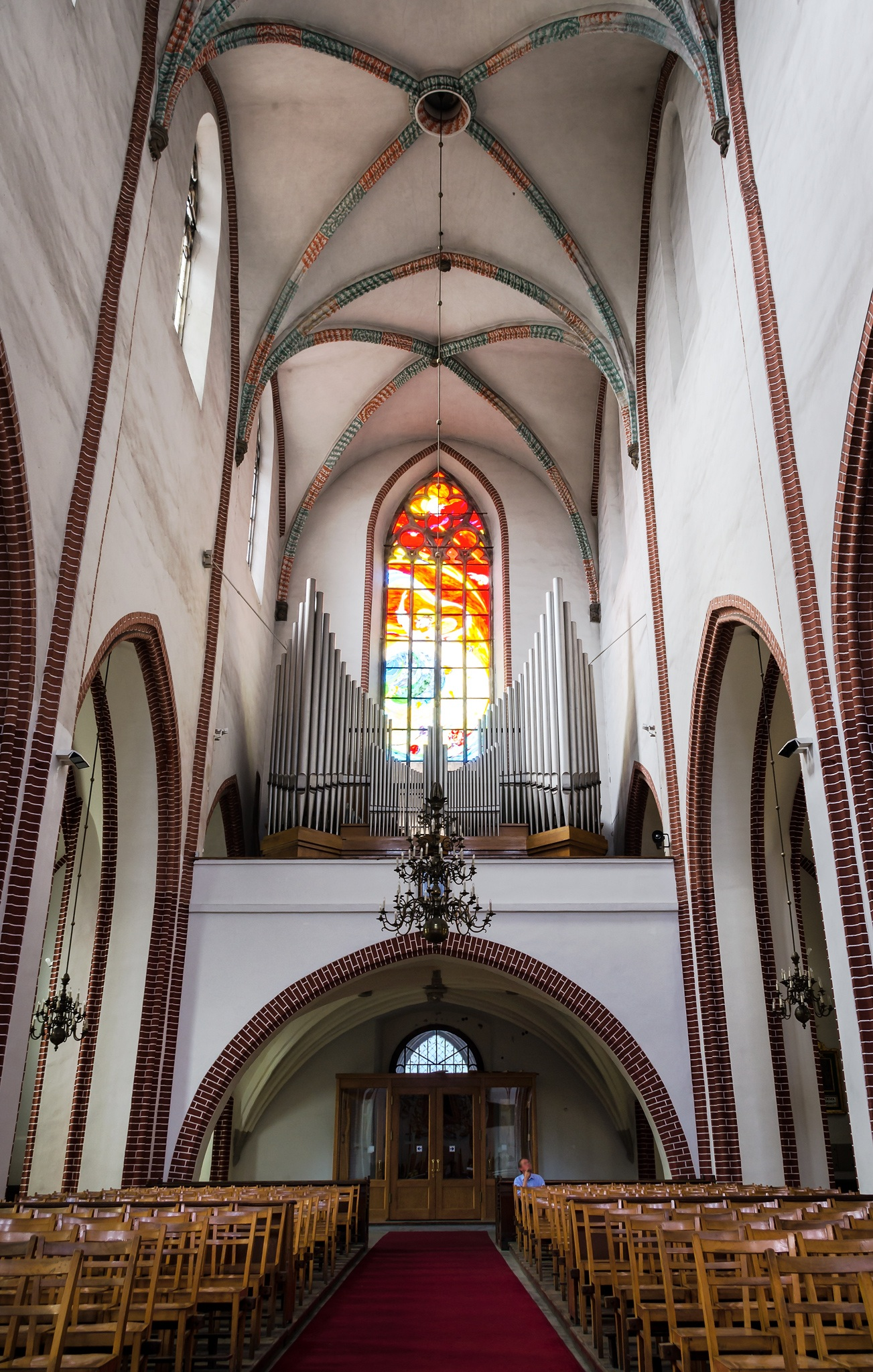
Innenraum mit Orgel (Freipfeifenprospekt)

Zu Beginn des 14. Jahrhunderts errichtete der Johanniterorden eine erste einschiffige, dreijochige Kirche, die erstmals 1334 erwähnt wurde. Im 15. Jahrhundert wurde sie um den gotischen Giebel sowie zwei weitere Kirchenschiffe erweitert. Während der Reformation verpfändete der böhmische Landesherr König Ferdinand I. 1540 die Kirche an den Breslauer Rat, der die Kirche bis 1548 für lutherische Gottesdienste nutzte. Danach war sie vorübergehend profaniert und diente zeitweilig als Korn- und Salzlager. Der Breslauer Fürstbischof Franz Ludwig von Pfalz-Neuburg zahlte 1692 an den Breslauer Rat 30.000 Gulden und gab die Kirche an die katholische Kirchengemeinde zurück. Im Siebenjährigen Krieg sowie in den Napoleonischen Kriegen wurde die Kirche wiederum als Getreidelager genutzt.
1810 wurde das Kirchengebäude durch Preußen säkularisiert. Im Sechsten Koalitionskrieg wurde es 1813 bis 1814 als Lazarett genutzt. 1832 vereinigten sich die Pfarreien Corpus Christi und St. Nikolaus, da deren Kirche 1806 zerstört worden war. Zwischen 1876 und 1920 nutzte die Altkatholische Kirchengemeinde das Kirchengebäude. Seit Ostern 1921 werden hier wieder katholische Gottesdienste zelebriert. 1927–1929 sowie 1935–1937 wurde die Kirche renoviert.
Im Zweiten Weltkrieg erlitt das Gotteshaus im Januar 1945 bei der Schlacht um Breslau schwere Schäden. Die teils gotische und barocke Ausstattung wurde weitgehend zerstört; das Dach brannte vollkommen ab. Lediglich das gotische Sakramentshäuschen und einige wenige Epitaphe blieben erhalten. 1945 umfasste die Pfarrgemeinde 6000 Gläubige. Letzter deutscher Pfarrer war Georg Direske. In den Jahren 1955 bis 1962 wurde die Kirche instand gesetzt und 1977 die Orgel geweiht.

## Architektur
Die dreischiffige gotische Kirche ist 39 m lang und 25 m breit und der Innenraum 28 m hoch. Die Westfassade mit dem gotischen Giebel erreicht eine Höhe von 37 m.